# Lycaena menelieki
Lycaena menelieki är en fjärilsart som beskrevs av Thierry-mieg 1911. Lycaena menelieki ingår i släktet Lycaena och familjen juvelvingar. Inga underarter finns listade i Catalogue of Life.